# Tourtia

Tourtia est le nom donné par les géologues aux premiers dépôts cénomaniens argilo-sableux et conglomératiques en Wallonie.
| Période                                                    | Séries    | Étage         | Âge (Ma)       |
| ---------------------------------------------------------- | --------- | ------------- | -------------- |
| Paléogène                                                  | Paléocène | Danien        | Plus jeune     |
| Crétacé                                                    | Supérieur | Maastrichtien | 72.2 - 66.0    |
| Crétacé                                                    | Supérieur | Campanien     | 83.6 - 72.2    |
| Crétacé                                                    | Supérieur | Santonien     | 85.7 - 83.6    |
| Crétacé                                                    | Supérieur | Coniacien     | 89.8 - 85.7    |
| Crétacé                                                    | Supérieur | Turonien      | 93.9 - 89.8    |
| Crétacé                                                    | Supérieur | Cénomanien    | 100.5 - 93.9   |
| Crétacé                                                    | Inférieur | Albien        | 113.2 - 100.5  |
| Crétacé                                                    | Inférieur | Aptien        | 121.4 - 113.2  |
| Crétacé                                                    | Inférieur | Barrémien     | 125.77 - 121.4 |
| Crétacé                                                    | Inférieur | Hauterivien   | 132.6 - 125.77 |
| Crétacé                                                    | Inférieur | Valanginien   | 137.05 - 132.6 |
| Crétacé                                                    | Inférieur | Berriasien    | 143.1 - 137.05 |
| Jurassique                                                 | Malm      | Tithonien     | Plus âgé       |
| Subdivision de la période Crétacé selon l'UISG, août 2018. |           |               |                |

Ces dépôts sont le plus souvent constitués d'une matrice d'argile grise ou noirâtre plus ou moins sableuse renfermant de nombreux galets de roches paléozoïques et des fossiles albiens remaniés.
Le Tourtia de Tournai, également appelé sarrasin de Bellignies ou sarrasin de Bettrechies, est une marne glauconieuse renfermant des galets de roches paléozoïques.